# Écriture balinaise
Le balinais, une langue du groupe malayo-polynésien de la famille austronésienne parlée par quelque 3 millions de personnes dans les îles indonésiennes de Bali et Lombok, s’écrit avec un alphabet qui est une variante de l’alphasyllabaire javanais. Peu de gens le maîtrisent encore et le balinais aujourd’hui s’écrit plutôt avec l’alphabet latin. Il est limité à un usage religieux (y compris les transcriptions coraniques).
L’écriture balinaise est un alphasyllabaire dérivé de l’écriture pallava du sud de l’Inde, elle-même dérivée de l’alphabet brahmi à l’origine de la plupart des écritures de l’Inde. Ces alphabets ont comme caractéristique que chaque lettre comporte la voyelle inhérente /a/, c’est-à-dire qu’elle se prononce avec cette voyelle. On indique les autres voyelles en ajoutant des signes diacritiques qu’on place, selon la voyelle en question, au-dessus, au-dessous, à gauche ou à droite de la consonne. En réalité, l’écriture de Bali ne se distingue de celle du javanais que par quelques nuances graphiques.

Consonnes de base de l’alphabet balinais (dans l’ordre traditionnel hanacaraka).

## Codage informatique
L’écriture balisaise est codée en Unicode. Y figurent dans l’ordre les signes diacritiques consonantiques, les voyelles indépendantes, les consonnes de base à voyelle inhérente, les signes diacritiques des voyelles et du virama. L’écriture dispose également de ses propres chiffres décimaux, de quelques signes de ponctuation (différents de la ponctuation latine mais similaire à la ponctuation brahmanique), et de symboles ou diacritiques musicaux.
Les consonnes de l'alphabet de base sont dans l’ordre brahmanique (dont l’écriture balinaise est dérivée) et non dans l’ordre balinais usuel hanacaraka. En effet l’écriture est unifiée entre plusieurs langues et il existe d’autres ordres possibles, notamment quand elle est utilisée en langue saka et dans la transcription balinaise de textes arabo-musulmans (qui utilise des lettres balinaises supplémentaires adaptées à la prononciation de l’arabe, codées elles aussi, juste après les diacritiques standards).
| en fr  | 0 | 1 | 2 | 3 | 4 | 5 | 6 | 7 | 8 | 9 | A | B | C | D | E | F |
| ------ | - | - | - | - | - | - | - | - | - | - | - | - | - | - | - | - |
| U+1B00 | ᬓᬀ | ᬓᬁ | ᬓᬂ | ᬓᬃ | ᬓᬄ | ᬅ | ᬆ | ᬇ | ᬈ | ᬉ | ᬊ | ᬋ | ᬌ | ᬍ | ᬎ | ᬏ |
| U+1B10 | ᬐ | ᬑ | ᬒ | ᬓ | ᬔ | ᬕ | ᬖ | ᬗ | ᬘ | ᬙ | ᬚ | ᬛ | ᬜ | ᬝ | ᬞ | ᬟ |
| U+1B20 | ᬠ | ᬡ | ᬢ | ᬣ | ᬤ | ᬥ | ᬦ | ᬧ | ᬨ | ᬩ | ᬪ | ᬫ | ᬬ | ᬭ | ᬮ | ᬯ |
| U+1B30 | ᬰ | ᬱ | ᬲ | ᬳ | ᬓ᬴ | ᬓᬵ | ᬓᬶ | ᬓᬷ | ᬓᬸ | ᬓᬹ | ᬓᬺ | ᬓᬻ | ᬓᬼ | ᬓᬽ | ᬓᬾ | ᬓᬿ |
| U+1B40 | ᬓᭀ | ᬓᭁ | ᬓᭂ | ᬓᭃ | ᬓ᭄ | ᭅ | ᭆ | ᭇ | ᭈ | ᭉ | ᭊ | ᭋ |   |   |   |   |
| U+1B50 | ᭐ | ᭑ | ᭒ | ᭓ | ᭔ | ᭕ | ᭖ | ᭗ | ᭘ | ᭙ | ᭚ | ᭛ | ᭜ | ᭝ | ᭞ | ᭟ |
| U+1B60 | ᭠ | ᭡ | ᭢ | ᭣ | ᭤ | ᭥ | ᭦ | ᭧ | ᭨ | ᭩ | ᭪ | ᬓ᭫ | ᬓ᭬ | ᬓ᭭ | ᬓ᭮ | ᬓ᭯ |
| U+1B70 | ᬓ᭰ | ᬓ᭱ | ᬓ᭲ | ᬓ᭳ | ᭴ | ᭵ | ᭶ | ᭷ | ᭸ | ᭹ | ᭺ | ᭻ | ᭼ |   |   |   |